# Constantin Henriquez
Constantin Henriquez (Port-de-Paix, 1870-es évek – Port-au-Prince, 1942. február 1.) olimpiai bajnok francia rögbijátékos.
Rögbijátékosként a Stade Français-ban játszott. 1897-ben, 1898-ban és 1901-ben francia bajnok lett. Az 1900. évi nyári olimpiai játékokon rögbiben aranyérmes lett a francia válogatottal.